# صانع مخصرات
صانع المُخَصِّرات أو الخَصّار هو خياط متخصص يصنع المخصرات.

## طالع المزيد
- مخصر
- مخصر خفيف